# Ideopsis lirungensis
Ideopsis lirungensis är en fjärilsart som beskrevs av Hans Fruhstorfer 1899. Ideopsis lirungensis ingår i släktet Ideopsis och familjen praktfjärilar. Inga underarter finns listade i Catalogue of Life.